# Gérard Janichon
Gérard Janichon, né le 8 décembre 1945 au Maroc, est un navigateur, un explorateur, un écrivain et un pilote d'avion français.

## Biographie

### Enfance et adolescence: la genèse du rêve de Damien
Gérard Janichon naît au Maroc en décembre 1945. Enfant, il habite dans ce pays, puis dans l'Ain. Il fait ses études secondaires à Grenoble (Isère), où il rencontre Jérôme Poncet, le fils de son professeur de mathématiques.
Lui et cet ami rêvent tous deux d'un tour du monde à la voile. Ils ont 17 ans.
Dans son livre, « Damien : du Spitsberg au Cap Horn », Gérard Janichon écrit : 
« Notre rêve était de partir faire le tour du monde sur un voilier de 10 mètres spécialement étudié, et à un équipage de trois garçons d'une même jeunesse. Jeunes et décidés, nous l'étions. Nous n'avions pas un sou vaillant, je n'avais jamais mis les pieds sur un voilier et, qui plus est, c'est à Grenoble que nous passions des heures le nez sur le bleu des mappemondes.. »
« Dans notre esprit, le tour du monde n'a jamais été une fuite, mais une solution, une réponse. Nous étions issus de la classe moyenne et briser les chaînes du carcan bourgeois n'était pas aussi aisé qu'on peut l'imaginer. Nous voulions devenir des gitans. Des gitans de l'océan. »

### 1965-1973: Le projet Damien

#### Cinq années de préparation
Après une année entre hypokhâgne et Sup de Co, Gérard Janichon met fin à ses études supérieures en 1965, pour concrétiser son rêve. Le projet Damien est né. En mars 1967, Gérard et Jérôme commandent les plans du futur Damien à un architecte britannique : Robert Tucker Thompson.
Janichon et Poncet passent cinq ans à se préparer pour leur tour du monde. Janichon travaille à différents postes pour remplir la caisse de bord, avant de s'installer à La Rochelle avec Poncet, où ils finalisent la préparation du bateau.

#### Le tour du monde
Le 25 mai 1969, ils quittent La Rochelle pour un tour du monde de 5 ans et 50 000 milles à la voile. Remontant au Spitzberg, dans l'archipel de Svalbard, ils naviguent au milieu des glaces, rejoignent le Groenland, puis redescendent la côte américaine jusqu'aux Antilles. 
Ils longent la côte Est de l'Amérique du Sud et remontent le fleuve Amazone sur plus de 2 000 kilomètres, jusqu'au lac Sapucua, où ils passent plusieurs semaines. Janichon y rencontre un vieil homme qu'il surnomme Grand-Père. Leurs échanges seront marquants  et Gérard les racontera dans un livre (Atalaya, une saison en Amazonie, 2002, réédité en 2021 sous le titre L'initiation (Transboréal)) paru vingt-cinq ans plus tard, conformément à la promesse qu'il avait faite à Grand-Père d'attendre vingt-cinq ans pour parler de leurs échanges.
Janichon et Poncet atteignent le Cap Horn à la voile le 4 mars 1971. Ils rejoignent plusieurs Îles sub-antarctiques : la Géorgie du Sud, Crozet, Kerguelen, Heard-et-MacDonald et Macquarie. Ils affrontent les mers australes et rallient la Tasmanie, l’Australie, puis la Nouvelle-Calédonie, avant de traverser tout le Pacifique contre les vents et d'amarer à Tahiti. De là, ils atteignent l’Antarctique en février 1973. Ils mouillent sous le cercle polaire avant de remonter vers les Shetland-du-Sud, la Géorgie du Sud, l’Argentine et le Brésil. Leur tour du monde s'achève en septembre 1973 à La Rochelle. 
A leur retour, les deux navigateurs sont très sollicités et félicités pour cet exploit d'avoir rallié des territoires quasiment jamais explorés. Damien entre au premier Grand Pavois de La Rochelle, un salon nautique international à flot, au Port des Minimes, en 1973. Exposé au Salon nautique de Paris en 1974, Damien a été classé monument historique en 2002. De 2012 à 2019, il est exposé chaque année au Grand Pavois de la Rochelle. Le bateau est désormais rénové. Depuis 2020, il appartient entièrement à l'Association des Amis du Musée Maritime de La Rochelle (AAMMLR). Il est au Vieux-Port de La Rochelle, quai Valin. 

#### Damien autour du monde, le livre
Janichon écrit pendant tout son voyage autour du monde. Il en tire trois livres, qui trouvent un succès immédiat. Les trois tomes narrant l'exploration de Damien ont été réédités sous la forme d'un seul livre en 2010. Le livre Damien a été vendu à plus de 150 000 exemplaire tous tirages confondus.
Lu par des générations de jeunes et moins jeunes, marins ou amoureux de la mer, le livre Damien est devenu une référence, un livre de chevet comme ceux de Bernard Moitessier. Accompli au lendemain de mai 68 et de Woodstock, ce tour du monde sonne comme un appel : celui de la mer, de la nature, de l'effort et de l’accomplissement personnel. Il est le symbole de l'abandon de la société de consommation par deux jeunes étudiants que tout préparait à l'exercice de responsabilités.
Dans son livre, « Damien : du Spitsberg au Cap Horn », Gérard Janichon écrit : 
« Nous sommes jeunes mais une foi nous habite. Celle que seuls le voyage et la mer sont susceptibles de nous épanouir. [...] La ville a apporté ces futiles tentations auxquelles il est presque inévitable de succomber. On se bat à coup de diplômes, de titres, d'honneurs, on distribue avec largesse des cartes de visite sur lesquelles plus il y a de noir mieux ça vaut, et on se retrouve faible et insignifiant quand le bleu de la nuit inonde la ville. Par honte, on relève la tête jusqu'à l'enseigne au néon mais plus jusqu'aux étoiles. Les valeurs sont faussées dès le départ, dès qu'on vous choisit une religion, une orientation. On peut ne pas en être conscient ; tant mieux. Ou tant pis, ; c'est selon. Une chose est sûre, lorsqu'on le devient, il est nécessaire de réagir, et au plus vite. Se bâtir une vie telle qu'on voudrait avoir vécu. [...] Partir, vouloir tout quitter à peine sorti de l'adolescence, c'était délibérément donner une direction (un sens aussi) à sa vie, accepter d'être mis à l'écart, paria pour les uns, envie des autres. »

### 1973-1982: Navigation, écriture et débuts en aviation

#### 1973-1978: les Damien II et 3
L'aventure Damien se poursuit en équipe, avec les couples Jérôme - Sally Poncet et Gérard - Jaquie Janichon. Ils construisent ensemble deux goélettes en acier de 14 mètres, « Damien 2 » pour les Poncet et « Damien 3 » pour les Janichon.
Parallèlement, Janichon termine l'écriture de Damien et le binôme Poncet - Janichon donne des conférences pour financer la construction des bateaux . Ils naviguent dans les territoires arctiques du Canada, jusqu'au passage du Nord-Ouest.
Les deux bateaux, Damien II et Damien 3, sont mis à l'eau en 1976, respectivement en avril et en septembre. Ils partent ensemble à Noël 1976. Mais Gérard et Jaquie Janichon, à bord de Damien 3, retournent peu de temps après à La Rochelle.
En 1977, Janichon repart en navigation, cette fois en solitaire. Il traverse l'Atlantique (La Rochelle - Rio de Janeiro), puis navigue au Brésil, en Guyane et aux Antilles. Damien 3 est revendu en 1978.

#### 1979 - 1982: Damien IV, écriture et débuts en aviation
Janichon revient en France en 1979. Il vit à terre pour se dédier à l'écriture, commencer sa formation aéronautique, collaborer avec le chantier ACNNO à Noirmoutier et construire Damien IV. Damien IV est un côtre en aluminium de 11 mètres, à quille relevable. 
Damien II et IV sont aussi construits en série de bateaux de grande croisière.
En 1981, Janichon part avec Damien IV vers l'Amérique du Sud. Il navigue au Brésil, en Afrique du Sud, à Sainte-Hélène, aux Açores, avant de revenir à La Rochelle en 1982. Son fils Blaise naît à Capetown en 1982.
Damien IV sera revendu en 1984. 

### 1983-1993: Retour à terre, le rêve de l'aviation
Janichon arrête de naviguer en 1982. Il retourne vivre dans le Lot, se consacre à l'écriture et dirige une station de radio de 1983 à 1985.
De 1986 à 1993, parallèlement à l'écriture, il réalise son autre rêve d'enfant, l'aéronautique. En 1986, il prend la direction d'une école aéronautique à Agen, avec un associé instructeur de vol. 
La même année, il convoie un monomoteur (TB 20) aux Etats-Unis avec Yann Nedellec, navigateur reconverti dans l'aviation. Le vol se fait par étapes : Ecosse, Islande, Groenland, Canada puis Etats-Unis.
Il collabore également avec National Geographic. A cette occasion, il est retenu "otage" au Rwanda, lors d'un tournage.

### 1993 - aujourd'hui: Ecriture et collaboration avec des navigateurs
Janichon arrête en 1993 l'aviation. Sa fille Lucie naît en 1994. Il l'élève et continue à écrire (reportages, récits, livres techniques et pour enfants, traductions, roman… une trentaine d’ouvrages chez différents éditeurs). Il participe à de nombreux festivals d'aventure et de voyage. Il préside le Jury du Festival du Film d'Aventure de La Rochelle.
De 2010 à 2012, il accompagne le « Défi Intégration », initié par le navigateur Éric Bellion. Ce défi rassemble un équipage mixte de marins valides et marins handicapés, qui se prépare pour rallier la France à l'île Maurice. L'équipage établit le premier record en équipage sur la route directe Port-Louis (Morbihan) à Port-Louis (Maurice), en moins de 69 jours. Janichon raconte cette aventure dans son livre Libertalia (Gallimard). 
Janichon sort son premier roman en 2012, La malédiction de la Rainha Flippa  (Arthaud).
Il écrit une biographie de son ami Bernard Moitessier, Moitessier, dieux et dragons (2015, Glénat). Moitessier, de 20 ans son aîné, l'a accompagné dès ses débuts, à la genèse du projet Damien. 
De 2013 à 2015, il collabore avec Éric Bellion, pour le montage de son projet Vendée Globe Comme un seul homme. Bellion prend le départ du Vendée Globe 2016-2017 et termine 9e.
En 2022 sort la bande dessinée Damien, l'empreinte du vent (Glénat), fruit de sa collaboration avec le dessinateur Vincent. L'album raconte l'histoire du voilier Damien et de ses deux navigateurs, Poncet et Janichon, illustrée à l'aquarelle.

## Citations
- « La mer, c'est la disponibilité perpétuelle » ;
- « La mer est un espace de rigueur et de liberté » ;
- « La liberté, comme le reste, s'apprend. Il y a initiation » ;
- « Partir, vouloir tout quitter à peine sorti de l'adolescence, c'était délibérément donner une direction (un sens aussi) à sa vie, accepter d'être mis à l'écart, paria pour les uns, envie des autres » ;
- « Il nous paraît vain et trop facile de se prétendre homme en vissant une plaque sur la porte d'un appartement acquis par un crédit de vingt ans ou d'avoir son nom dans l'annuaire » ;
- « La voile est silencieuse, quelquefois éprouvante mais donne leur pleine valeur aux choses de la mer » ;
- « Mon île, je l'ai cherchée loin, et longtemps. Jusqu'au jour où j'ai compris que mon île, c'est mon bateau » ;
- « Je pense à Saint-Exupéry, au Petit Prince, aux grandes personnes qui "ne comprennent jamais rien toutes seules et c'est fatigant, pour les enfants, de toujours et toujours leur donner des explications". Or la mer, la mer est immense. Incroyablement belle ou incroyablement terrifiante. Se pourrait-il que cela suffise ? ».